# Alebion echinatus
Alebion echinatus är en kräftdjursart som beskrevs av Capart 1953. Alebion echinatus ingår i släktet Alebion och familjen Euryphoridae. Inga underarter finns listade i Catalogue of Life.